# Michela Miti
Pour les articles homonymes, voir Miti (homonymie).
Michela Miti, née le 12 juin 1963 à Rome dans la région du Latium en Italie, est une actrice italienne principalement connue au début de sa carrière pour avoir joué dans le film Le Cancre du bahut et sa suite intitulée Pierino colpisce ancora (it).

## Biographie
Remarquée pour sa beauté, elle débute comme présentatrice sur la RAI en 1980. En 1981, elle donne une autre direction à sa carrière en posant nue en couverture de l’édition italienne du magazine Playboy puis en faisant ses débuts au cinéma dans le film Le Cancre du bahut de Marino Girolami. Elle donne une seconde fois la réplique à Alvaro Vitali dans la suite nommée Pierino colpisce ancora (it) l’année suivante et apparaît à l’écran dans les films Blanche-Neige et les sept sadiques (it), W la foca (it) ou encore Vieni avanti cretino, rôle qu’elle joue aux côtés de Lino Banfi. Ses rôles la cataloguent comme simple actrice de comédie érotique à l'italienne et sa carrière s’arrête à l’aube des années 1990 avec le déclin de ce genre. Elle réapparaît en 1999 dans le film Gialloparma dirigé par son compagnon le réalisateur et écrivain Alberto Bevilacqua sans connaître le succès de ses débuts. Depuis, elle s’est retirée de la scène et s’est essayée à la poésie et à la musique.

## Filmographie

### Au cinéma
- 1981 : Croissants à la crème (Cornetti alla crema) de Sergio Martino
- 1981 : Le Cancre du bahut (Pierino contro tutti) de Marino Girolami
- 1982 : I figli... so' pezzi 'e core (it) d’Alfonso Brescia
- 1982 : Pierino colpisce ancora (it) de Marino Girolami
- 1982 : Vieni avanti cretino de Luciano Salce
- 1982 : W la foca (it) de Nando Cicero
- 1982 : Blanche-Neige et les sept sadiques (it) (Biancaneve & Co.) de Mario Bianchi
- 1983 : Questo e quello de Sergio Corbucci
- 1986 : La dolce pelle di Angela (it) d’Andrea Bianchi
- 1987 : Delitti de Giovanna Lenzi et Sergio Pastore
- 1988 : Mortacci de Sergio Citti
- 1988 : La tempesta de Giovanna Lenzi
- 1989 : Il gioco della notte (it) de Dario Micheli (it)
- 1999 : Gialloparma d’Alberto Bevilacqua